# プロドゥア・アルズ
アルズ（ARUZ）は、マレーシアの自動車メーカー、プロドゥアが製造・販売するSUVである。

## 概要
2017年11月にインドネシアで発売されたダイハツ・テリオス（3代目）の姉妹車である。より進化した衝突回避支援システム「Advanced Safety Assist（日本名：スマートアシスト）」を採用した。このアルズは、トヨタにも「ラッシュ」の名でOEM供給される。

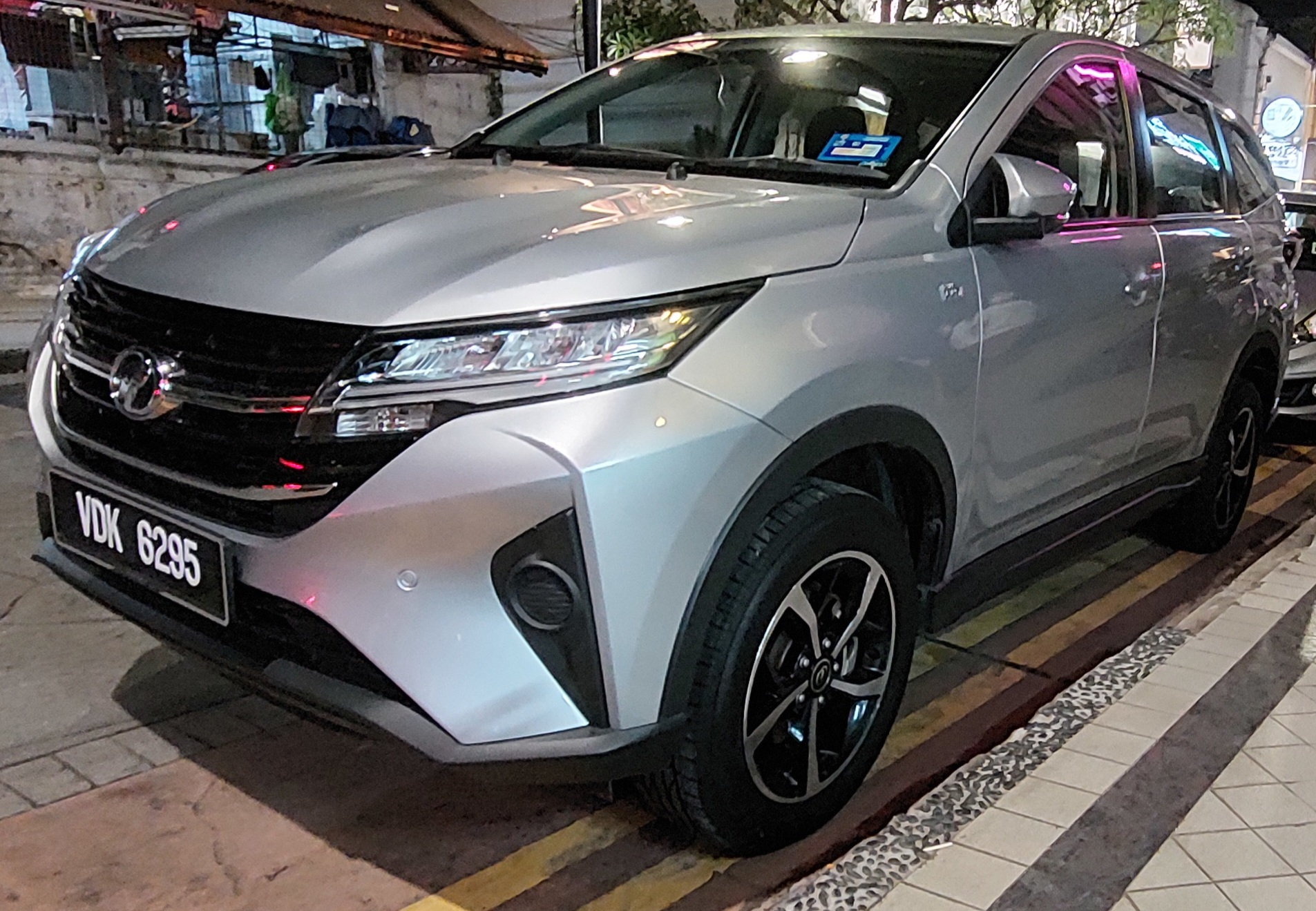
Xグレード（フロント）
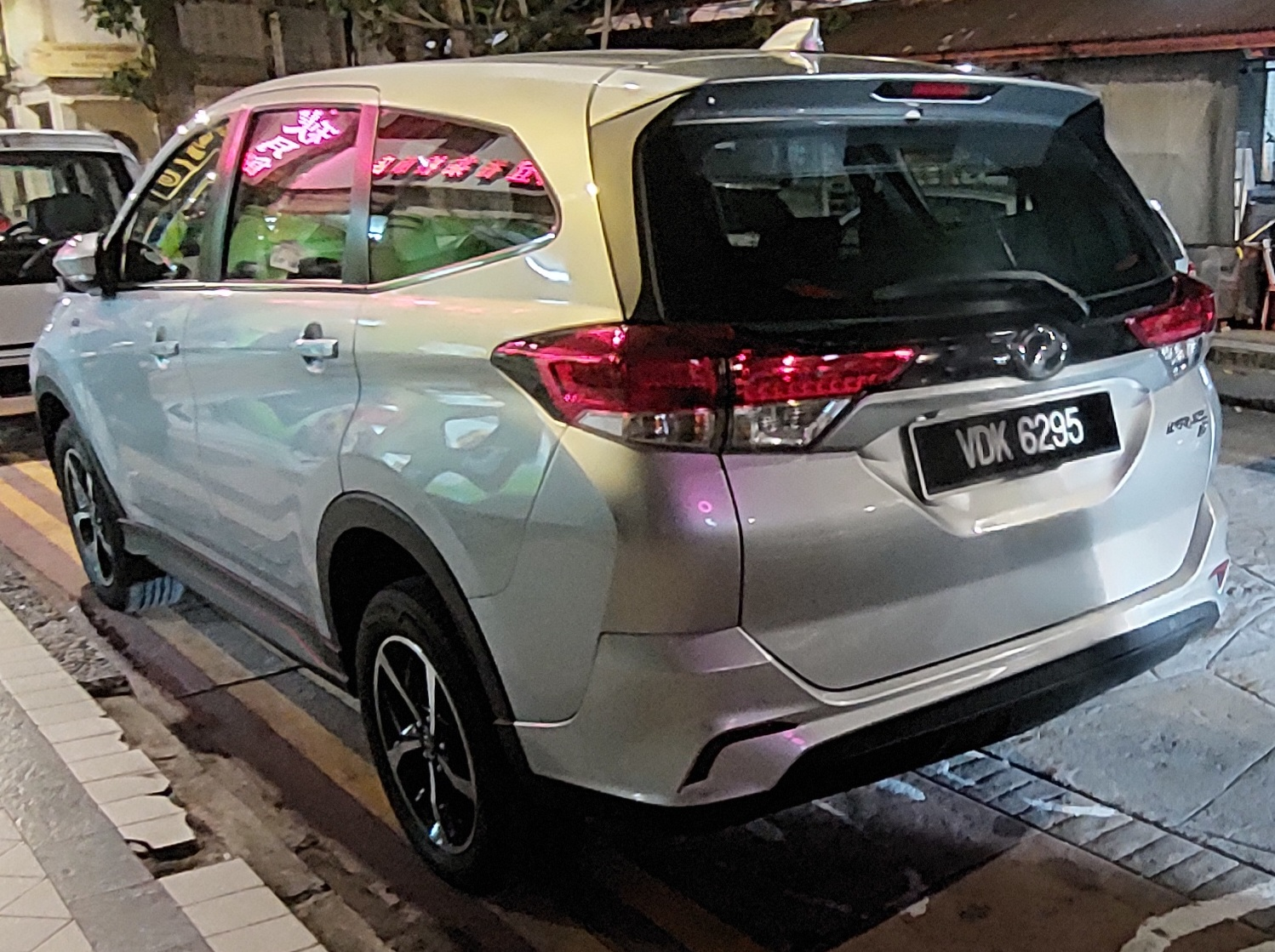
Xグレード（リア）